# Элепайо
Элепайо (лат. Chasiempis sandwichensis) — вид птиц семейства монарховых (Monarchidae), эндемик Гавайских островов.

## Описание
Размеры взрослой птицы около 14 см. Гнездовой период с января по июнь. Является самой ранней птицей, начинающей петь рано утром и заканчивающей петь с приходом сумерек; не считая свистящей и щебечущей песни и предупреждающих звуков.

## Подвиды
Выделяют три подвида:
- Chasiempis sandwichensis sandwichensis (Gmelin, 1789) Популяция 63 000 особей в 1983 году[3]
- Chasiempis sandwichensis bryani Pratt, 1979 Популяция 2500 особей в 1983 году
- Chasiempis sandwichensis ridgwayi Stejneger, 1887 Популяция 150 000 особей в 1976—1979 гг.